# Obrona Wybrzeża w kampanii wrześniowej
Obrona Wybrzeża – formacja Wojska Polskiego podczas kampanii wrześniowej w 1939, powstała poprzez przekształcenie się Floty i Obszaru Nadmorskiego. Pod względem organizacyjnym odpowiadała korpusowi i składała się ze wszystkich sił polskich stacjonujących na Pomorzu Gdańskim. Między 1 września a 2 października prowadziła działania obronne podczas agresji III Rzeszy. Dowództwo Obrony Wybrzeża mieściło się w Helu, a jego dowódcą był kontradmirał Józef Unrug.

## Plany działań obronnych
30 lipca 1939 Generalny Inspektor Sił Zbrojnych wydał rozkaz dotyczący obrony Wybrzeża. Za najważniejsze uznano utrudnienie komunikacji III Rzeszy z Prusami Wschodnimi, obronę portów Gdynia i Hel, uniemożliwienie przejęcia Kępy Oksywskiej oraz utrudnienie nieprzyjacielowi posuwania linii frontu już na dalekich przedpolach. W związku z nieuniknionym konfliktem zbrojnym Kierownictwo Marynarki Wojennej oraz podległe mu Dowództwo Floty przygotowały plany obronne dla Wybrzeża. Głównie skupiono się na Gdyni jako najważniejszym ośrodku przemysłowo-wojskowym regionu oraz Helu, który w związku z przewidywanym zmasowanym atakiem na Gdynię z kierunku Gdańska miał się stać główną bazą polskiej Marynarki Wojennej. Całość sił podzielono na trzy zasadnicze części: Morską Obronę Wybrzeża, Lądową Obronę Wybrzeża oraz jednostki bezpośrednio podporządkowane Dowództwu Obrony Wybrzeża.

### Siły morskie
Morska Obrona Wybrzeża posiadała wszystkie jednostki pływające, z wyjątkiem niszczyciela ORP „Wicher” i dywizjonu okrętów podwodnych, które podporządkowano Dowództwu Obrony Wybrzeża. Osobny oddział stanowił również dywizjon niszczycieli w składzie OORP „Burza”, „Błyskawica” i „Grom”. Plan Peking przewidywał, że jeszcze przed rozpoczęciem wojny OORP „Burza”, „Błyskawica” i „Grom” przejdą do portów Wielkiej Brytanii i stamtąd u boku Wielkiej Brytanii prowadzić będą działania przeciwko agresorowi. Spowodowane było to tym, iż okręty te były stosunkowo duże jak na przewidywalny obszar działań Marynarki Wojennej i istniało duże ryzyko, że już w pierwszych dniach wojny zostaną zniszczone. Pierwotnie w operacji uczestniczyć miał także ORP „Wicher”, ale ostatecznie pozostawiono go w kraju do osłony ORP „Gryf”.

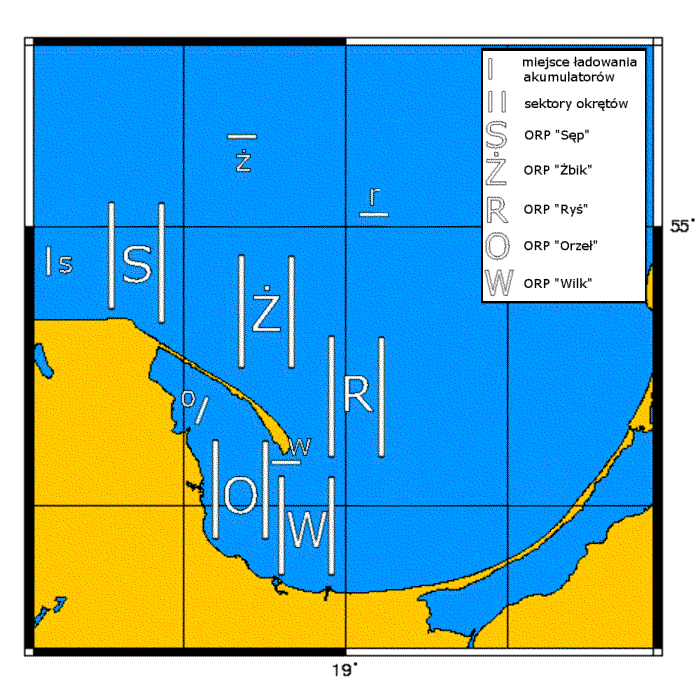
Sektory operacyjne dla okrętów podwodnych w Planie „Worek”

Pozostałe okręty nawodne, czyli duży stawiacz min ORP „Gryf” – największa jednostka floty oraz dywizjon minowców z sześcioma trałowcami typu Jaskółka i dwiema kanonierkami – miały w operacji Rurka postawić zagrody minowe w celu utrudnienia żeglugi na Zatoce Gdańskiej, szczególnie w komunikacji między III Rzeszą a Prusami Wschodnimi. Zadaniem okrętów podwodnych było zajęcie pozycji na południowym Bałtyku, atakowanie jednostek pływających nieprzyjaciela oraz stawianie min. Bardziej defensywne wykorzystanie okrętów podwodnych, które miały być rozmieszczone wzdłuż Półwyspu Helskiego oraz w samej Zatoce Gdańskiej, przewidywał plan Worek. Był on nastawiony głównie na obronę baz morskich w związku z przewidywaną przewagą sił niemieckich.
Innych możliwych działań okrętów wojennych, takich jak bezpośrednia walka z nieprzyjacielskimi jednostkami, osłona własnych linii komunikacyjnych, czy też wsparcie dla własnych oddziałów lądowych, nie planowano. Przyczyną tego był brak odpowiedniej ilości sił. Natomiast większość jednostek Polskiej Marynarki Handlowej postanowiono przenieść do portów państw alianckich lub neutralnych, tak aby nie narażać ich na niebezpieczeństwo. Pozostawiono jedynie pojedyncze statki w celu zabezpieczenia działań i komunikacji.

### Siły lądowe i lotnicze
Na lądzie obronę planowano skupić wokół najważniejszych miast – portów, czyli Gdyni i Helu. Dowódcy Lądowej Obrony Wybrzeża podlegały wszystkie jednostki lądowe znajdujące się w rejonie Gdyni, mające walczyć o utrzymanie tego portu. Główne siły stanowiły Oddział Wydzielony „Wejherowo” na zachód od Wejherowa, składający się z 1 Morskiego Pułku Strzelców i batalionu Obrony Narodowej „Puck”, Oddział Wydzielony „Redłowo” na południe od Gdyni, złożony z 2 Morskiego Pułku Strzelców i 1 batalionu rezerwowego oraz Oddział Wydzielony „Kartuzy” w rejonie Kartuz, składający się z batalionów Obrony Narodowej „Kartuzy” i „Gdynia II”. W okolicach Koleczkowa walczyć miał batalion Obrony Narodowej „Gdynia I”. Pozostałe jednostki miały bronić bezpośrednio Gdyni i Kępy Oksywskiej.

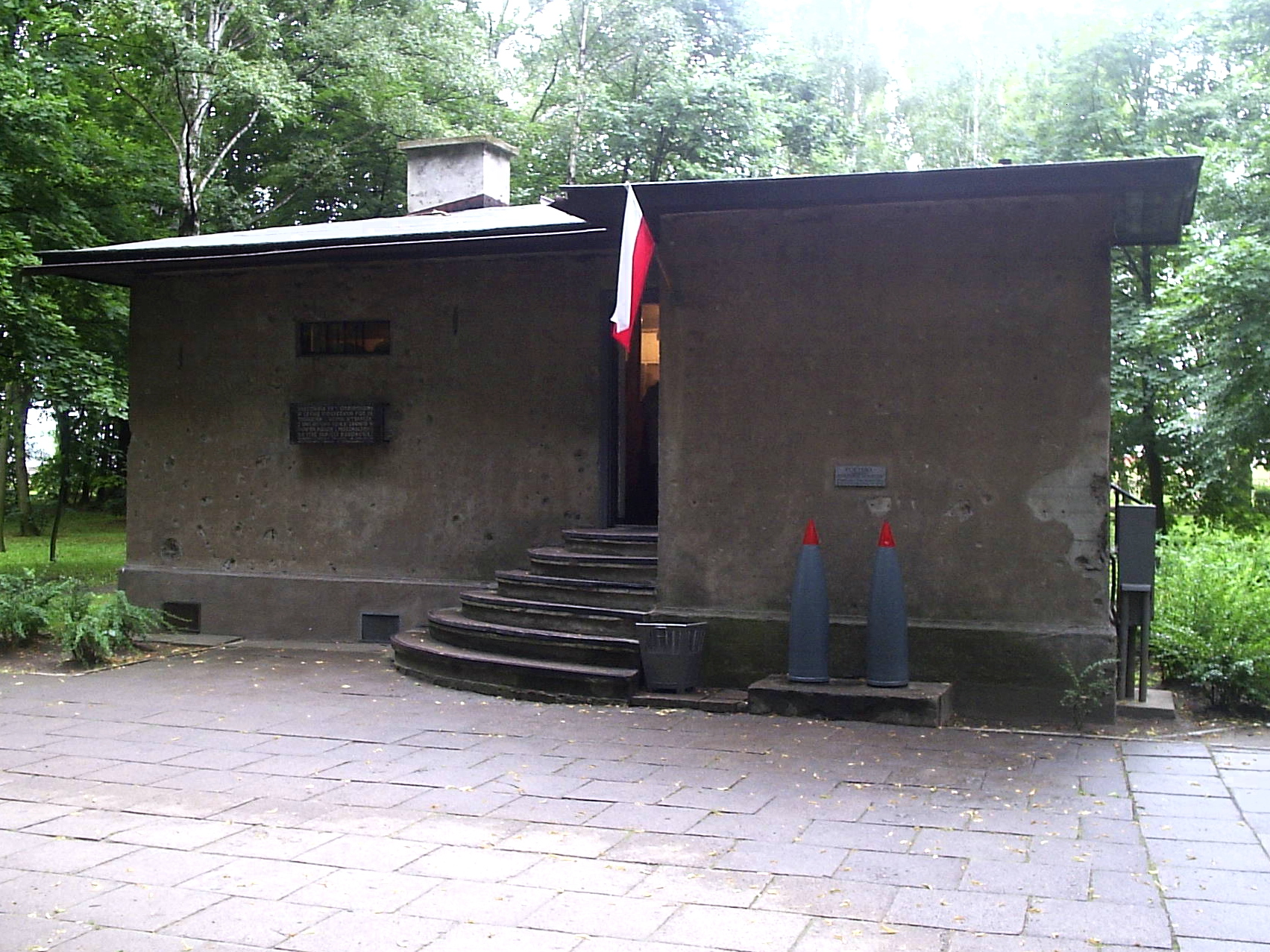
Wartownia nr 1 na Westerplatte

Obronę przeciwlotniczą Gdyni stanowił 1 Morski Dywizjon Artylerii Przeciwlotniczej z ośmioma stałymi armatami przeciwlotniczymi kalibru 75 mm wz. 22/24 i dwoma plutonami reflektorów przeciwlotniczych z morskiej kompanii reflektorów przeciwlotniczych. Lądowa Obrona Wybrzeża posiadała łącznie czterdzieści dział różnego typu, trzydzieści cztery moździerze i granatniki, sto dziewięćdziesiąt dwa ciężkie i dwieście sześćdziesiąt sześć ręcznych karabinów maszynowych. Podlegały jej także komisariaty Straży Granicznej oraz Wojskowa Składnica Tranzytowa na Westerplatte. Łącznie wszystkich żołnierzy na lądzie było około 17 tysięcy.
Oprócz okrętów w skład Morskiej Obrony Wybrzeża wchodziły artyleria nadbrzeżna, artyleria przeciwdesantowa i wszystkie inne jednostki znajdujące się na Mierzei Helskiej, sformowane w Rejon Umocniony Hel. Dywizjon artylerii nadbrzeżnej złożony był z 31 baterii artylerii nadbrzeżnej „cyplowej” im. kmdr. ppor. Heliodora Laskowskiego, posiadającej cztery nowoczesne armaty Boforsa kalibru 152,4 mm oraz z 32 baterii artylerii nadbrzeżnej „duńskiej” i 33 baterii artylerii nadbrzeżnej „greckiej”, które miały na wyposażeniu po dwie armaty kalibru 105 mm na kołach. Poza nimi na Półwyspie Helskim rozmieszczono trzy baterie przeciwdesantowe, mające łącznie osiem dział 75 mm. Na Kępie Oksywskiej mieściła się dwudziałowa bateria „Canet” kalibru 100 mm. Do obrony lądu od Władysławowa po Hel przeznaczony był 4 batalion Korpusu Ochrony Pogranicza „Hel”, którego siłę stanowiły głównie kompanie piechoty i ciężkich karabinów maszynowych, posiadające łącznie 124 karabiny maszynowe, 11 granatników oraz 42 działka różnych typów. Obronę przeciwlotniczą zapewniał 2 Morski Dywizjon Artylerii Przeciwlotniczej, składający się z sześciu stałych armat wz. 22/24 kalibru 75 mm i ośmiu półstałych armat wz. 38 kal. 40 mm. Dywizjonowi został przydzielony pluton reflektorów przeciwlotniczych. Jedyną jednostką lotniczą Obrony Wybrzeża był Morski Dywizjon Lotniczy w Pucku, składający się z 23 wodnosamolotów, w większości przestarzałych i nadających się jedynie do celów rozpoznawczych.

## Mobilizacja

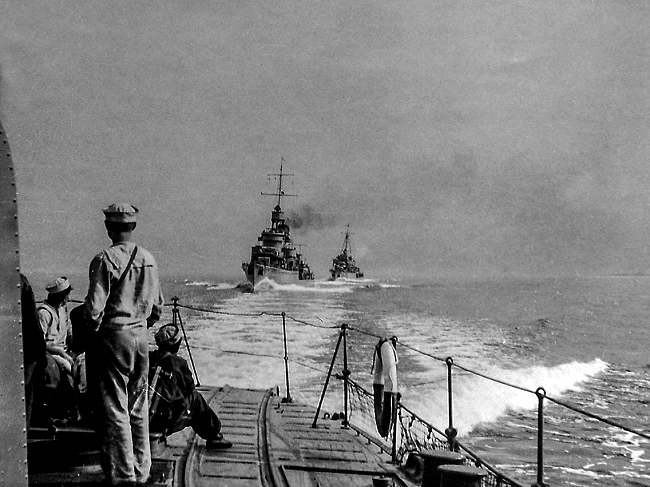
Niszczyciele podczas realizacji planu Peking. Widok z rufy ORP „Błyskawica” na ORP „Grom” i „Burza”

W nocy z 22 na 23 sierpnia 1939 naczelne władze państwowe podjęły decyzję o natychmiastowej mobilizacji alarmowej obejmującej około 70% całego wojska. Związane to było ze skoncentrowaniem się na granicy wojsk niemieckich, świadczącym o przygotowywaniu się III Rzeszy do wojny. 24 sierpnia nadszedł rozkaz ze Sztabu Głównego oznaczający mobilizację praktycznie wszystkich jednostek na Wybrzeżu. Mobilizacja przebiegła w jednostkach morskich bardzo sprawnie i dość spokojnie, trochę więcej dezorientacji miało miejsce na lądzie, jednak pod koniec sierpnia wszystkie siły osiągnęły wysoką gotowość bojową.
Zgodnie z wcześniejszymi ustaleniami przystąpiono do realizacji operacji Peking. 29 sierpnia nadszedł do Floty rozkaz Naczelnego Wodza o treści: „Peking wykonać”. OORP „Błyskawica”, „Burza” i „Grom” przeszły przez Morze Bałtyckie, cieśniny Sund, Kattegat, i Skagerrak, oraz Morze Północne i 1 września weszły do portu w Edynburgu. Rejs ten przebiegł bez większych zakłóceń, choć 30 sierpnia polski zespół napotkał dwa niemieckie krążowniki i jeden niszczyciel, lecz ze względu na brak rozkazów z obu stron obyło się bez starć.

## Działania obronne

### Pierwsze starcia

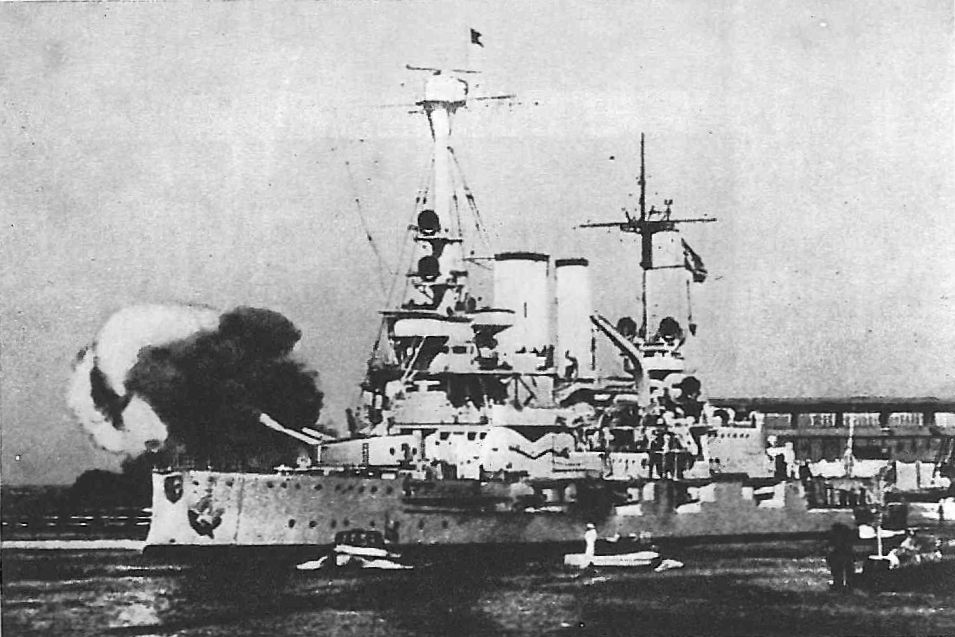
Salwa pancernika „Schleswig-Holstein”

1 września wojska niemieckie rozpoczęły inwazję na Polskę. Tym samym Flota i Obszar Nadmorski zostały przeformowane w Obronę Wybrzeża, która znalazła się w krytycznej sytuacji na skutek jednoczesnego ataku z zachodu i wschodu, od strony morza i z powietrza. Niemcy przeciwstawili Polakom na Wybrzeżu łącznie korpus i brygadę Wehrmachtu, o liczebności ok. 29 tysięcy żołnierzy, posiadające 60 haubic, 254 armaty, 72 moździerze i granatniki oraz około 700 karabinów maszynowych. Siły morskie użyte do bezpośredniej walki składały się z dwóch starych pancerników, dziesięciu niszczycieli, ośmiu ścigaczy, czterech eskortowców i dwudziestu czterech trałowców. Do działań blokadowych przeznaczono niszczyciel, dziewięć torpedowców oraz dwanaście okrętów podwodnych. Luftwaffe wystawiła na omawianym obszarze w przybliżeniu 120 samolotów różnych typów.
Pierwszy atak rozpoczął stojący w porcie w Gdańsku stary szkolny pancernik „Schleswig-Holstein”, ostrzeliwując polskie pozycje na półwyspie Westerplatte. Jednocześnie wojska lądowe przekroczyły granicę polsko-niemiecką wzdłuż całej strefy nadmorskiej, a flota powietrzna zbombardowała Hel oraz Puck, niszcząc prawie całkowicie stacjonujący tam dywizjon lotniczy. Po atakach lotniczych w morze z portów Gdynia i Hel wyszły wszystkie większe polskie okręty bojowe.

### Działania na morzu
Okręty nawodne skierowały się na Hel, a podwodne udały się do wyznaczonych wcześniej sektorów Operacji Worek. Kolejny atak powietrzny około trzydziestu bombowców Junkers Ju 87 Niemcy przypuścili na Gdynię, głównie na port wojenny. Pozostające w porcie okręty i jednostki pomocnicze próbowały swymi działami, wraz z 1 Morskim Dywizjonem Artylerii Przeciwlotniczej, odeprzeć nalot. Jednakże przewaga przeciwnika była zbyt duża, a jednostki pływające pozostałe w porcie miały słabe uzbrojenie przeciwlotnicze. W walce zostały zatopione: szkolny okręt artyleryjski ORP „Mazur”, okręt pomocniczy ORP „Nurek” oraz holownik „Wanda”, a uszkodzono kanonierkę ORP „Generał Haller”. Podczas tego nalotu mocno naruszona została też bateria nadbrzeżna „Canet”, której jedno działo zniszczono. Następnie pancernik „Schleswig-Holstein” zaczął ostrzał redy i portu w Gdyni, ogień jego był jednak niecelny. Kolejny nalot grupy trzydziestu samolotów niemieckich skierowany na Hel nie przyniósł żadnych strat.

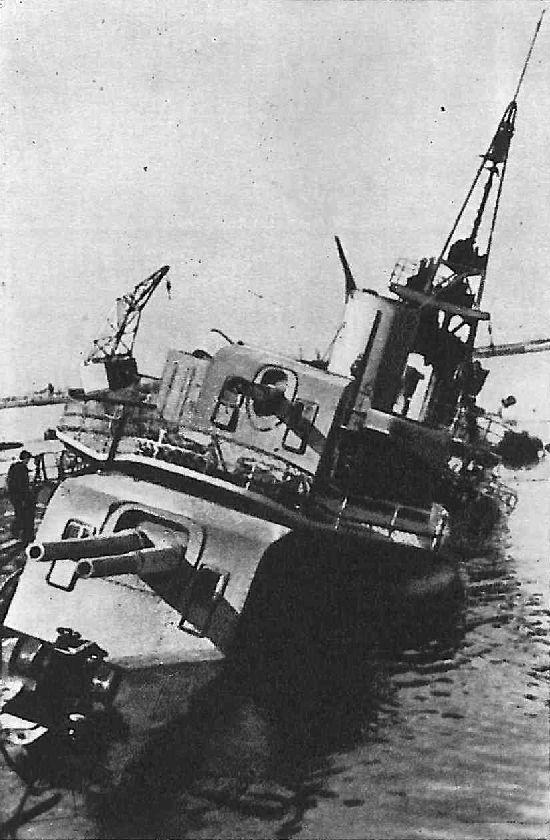
Wrak stawiacza min ORP „Gryf”, zatopionego 3 września 1939 r. w porcie helskim

Pod wieczór 1 września nastąpiła bitwa powietrzno-morska pomiędzy zespołem polskich okrętów zmierzających na redę Helu a grupą trzydziestu trzech samolotów niemieckich. Zadaniem polskich okrętów było przeprowadzenie w nocy z 1 na 2 września operacji minowej Rurka – były to
niszczyciel ORP „Wicher”, stawiacz min ORP „Gryf”, trałowce ORP „Jaskółka”, „Czapla”, „Żuraw”, „Czajka”, „Rybitwa” i „Mewa”, oraz kanonierki ORP „Komendant Piłsudski” i „Generał Haller”. Niemcy kolejny raz zaatakowali bombowcami nurkującymi Junkers Ju 87. Podczas walki niektóre polskie okręty zostały lekko uszkodzone, a od odłamków bomb zginęło kilku marynarzy, było też kilkunastu rannych. Pomimo tych strat, atak został odparty. Mająca odbyć się w nocy z 1 na 2 września operacja Rurka została jednak odwołana, gdyż podczas ataków lotniczych wyrzucono awaryjnie miny, w obawie przed ich wybuchem. Z powodu doznanego uszkodzenia steru ORP „Gryf” został następnie na stałe przycumowany do nadbrzeża w porcie helskim i przekształcony w pływającą baterię. Informacja o odwołaniu operacji nie została przekazana na „Wichra”, który czekał całą noc na pozostałe okręty, napotykając eskortowiec F10 oraz dwa niszczyciele niemieckie, niezauważony przez przeciwników. Rankiem 2 września wrócił w okolice Helu, a po wejściu do portu przeznaczono go podobnie jak „Gryfa” na pływającą baterię.

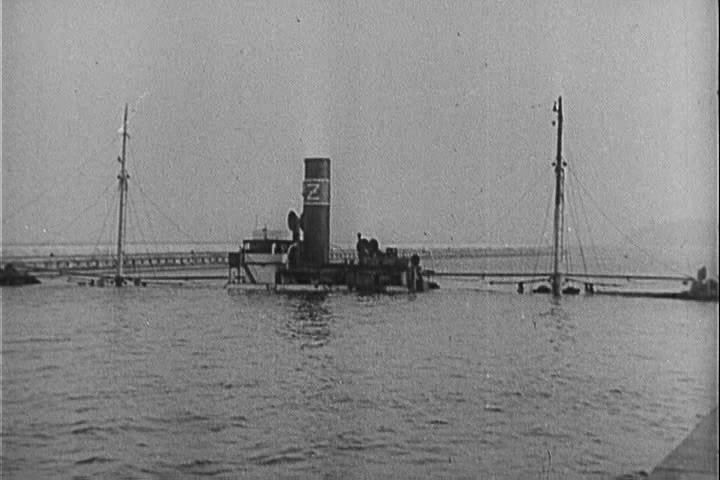
Zatopiony polski statek „SS Toruń” blokujący południowe wejście do portu gdyńskiego

Tego samego dnia podczas nalotów niemieckich zatopione zostały dwa zmobilizowane jako okręty-bazy statki żeglugi przybrzeżnej ORP „Gdynia” i ORP „Gdańsk”. Większość ich załóg zginęła. Rano 3 września doszło do pierwszej morskiej wymiany ognia, kiedy to niszczyciele niemieckie „Leberecht Maass” i „Wolfgang Zenker” podeszły w kierunku Helu i rozpoczęły atak na port, gdzie stały unieruchomione okręty ORP „Wicher” i ORP „Gryf”. Walkę polskich okrętów wsparła 31 Bateria „cyplowa”. Około 6.30 polskie załogi zaobserwowały niszczyciele. O 6.50 okręty wroga otworzyły ogień, Polacy również otworzyli ogień. O 6.57 „Leberecht Maass” otrzymał trafienie pociskiem pochodzącym z „Gryfa” lub baterii cyplowej w dziobowe działo 128 mm, po czym na jego pokładzie wybuchł ogień (4 zabitych i 4 rannych). Brak jest potwierdzenia innych strat na okrętach niemieckich, aczkolwiek według niektórych polskich relacji, „Leberecht Maass” miał zostać unieruchomiony i później odholowany w kierunku Piławy. Sam „Gryf” otrzymał dwa trafienia, które uszkodziły dwa działka przeciwlotnicze. Tego samego dnia dostrzeżono ponownie „Wolfganga Zenkera”, który po ostrzelaniu przez baterie dział z Helu oddalił się. Niemieckie dowództwo postanowiło następnie nasilić bombardowania Półwyspu Helskiego, a w szczególności polskich okrętów wojennych. Również 3 września okręty stacjonujące w Helu zostały zbombardowane przez bombowce nurkujące. W wyniku czterech nalotów zniszczono ORP „Gryf”, „Wicher”, „Mewa” i „Generał Haller”. Zestrzelono 1 bombowiec nurkujący. 4 września, z uwagi na usunięcie zagrożenia ze strony dużych polskich okrętów, Kriegsmarine wycofała z Bałtyku niszczyciele, zastępując je mniejszymi jednostkami zdolnymi do patrolowania wód przybrzeżnych i trałowania min. 6 września zablokowano dostęp do portu w Gdyni, zatapiając dwa statki handlowe: grecki „Joannis Carras” przy głównym i „Toruń” – przy południowym wejściu do portu.
Działania dywizjonu okrętów podwodnych nie przynosiły żadnych efektów, za to okręty te były nieprzerwanie nękane przez przeciwnika. W wyniku uszkodzeń bombami głębinowymi, ORP „Sęp” zmuszony był 5 września udać się pod szwedzką wyspę Gotlandię i tam próbować naprawić zaistniałe uszkodzenia. Wybuchy bomb doprowadziły do zniszczeń również na ORP „Wilk” oraz „Ryś”. Ten ostatni w nocy z 4 na 5 września wszedł do Portu Wojennego w Helu w celu dokonania niezbędnej naprawy, mimo zakazu Dowództwa Obrony Wybrzeża. Natomiast ORP „Orzeł” oddalił się pod wybrzeża szwedzkie, łamiąc rozkazy. Podwodne stawiacze min ORP „Wilk”, „Ryś” i „Żbik” postawiły zagrody minowe. ORP „Wilk” postawił 3 września między Helem a Wisłoujściem cały zapas dwudziestu min, ORP „Ryś” 7 września postawił dziesięć min na północ od Mierzei Helskiej, a ORP „Żbik” postawił dwadzieścia min na północ od Jastarni. Po tej operacji okręty podwodne udały się do nowych sektorów wytyczonych na pełnym morzu.
12 września do walki skierowano trałowce ORP „Jaskółka”, ORP „Rybitwa” i ORP „Czajka”. Okręty ostrzeliwały wojska niemieckie pod Rewą. W nocy z 12 na 13 ORP „Jaskółka”, „Czajka” i „Rybitwa” postawiły sześćdziesiąt min na Zatoce Gdańskiej. 14 września OORP „Czajka”, „Rybitwa” i „Jaskółka” ostrzelały niemieckie pozycje w rejonie Mechelinek. Po południu w wyniku nalotu na Jastarnię zatonęły: ORP „Czapla”, „Jaskółka” i „Pomorzanin”, a także holowniki „Lech” i „Sokół”, uszkodzono także „Rybitwę”. Wieczorem 14 września ocalałe ORP „Czajka”, „Rybitwa” i „Żuraw” przeszły na Hel i tam zostały rozbrojone. W takim stanie przetrwały do kapitulacji.

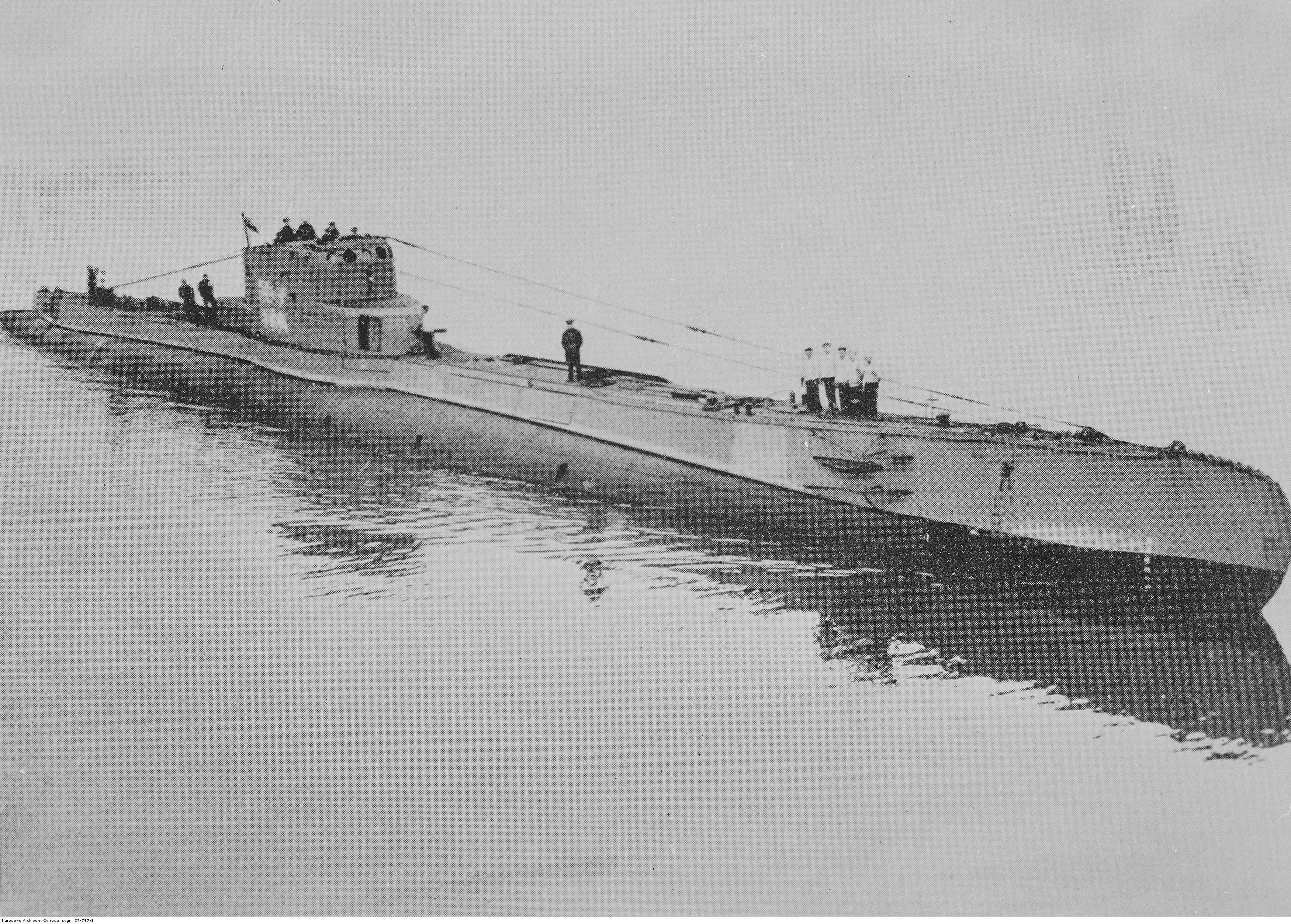
ORP „Orzeł”

Wszystkie okręty podwodne, z których żaden nie został zatopiony, po wyczerpaniu możliwości działań udały się do portów krajów neutralnych lub też próbowały przedostać się do Wielkiej Brytanii. ORP „Sęp” 18 września internował się w Szwecji, tak samo postąpiły załogi „Rysia” 19 września i „Żbika” 25 września. ORP „Wilk” przedarł się 15 września przez Cieśniny Duńskie i 20 września wszedł do szkockiego portu Rosyth. ORP „Orzeł” wszedł do estońskiego Tallinna i został tam bezprawnie internowany, lecz załoga zdołała odbić okręt w nocy z 17 na 18 września i uciec. 14 października „Orzeł” dotarł do brytyjskiej bazy morskiej Firth of Forth.
1 października 1939 na minie postawionej 3 tygodnie wcześniej przez ORP „Żbik” zatonął niemiecki trałowiec M 85, tracąc 24 marynarzy. Później na jego minie zatonął także niemiecki kuter „Muhlhausen”. Jeszcze 7 grudnia 1939 na minie postawionej przez „Wilka” zatonął niemiecki kuter rybacki Pil 55.

### Działania na lądzie

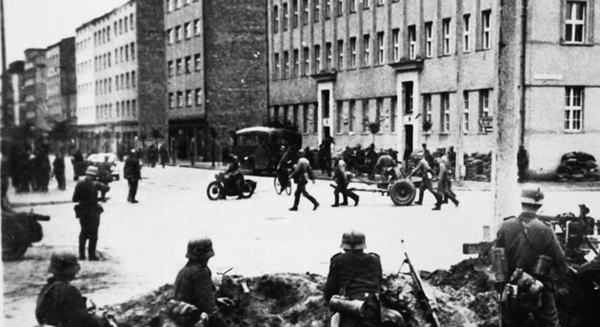
Niemcy na ulicach Gdyni po zajęciu miasta, 14 września 1939

Na lądzie toczono nieprzerwanie zacięte walki. Chociaż przewaga wroga była przytłaczająca, polskie oddziały stawiały silny opór nawet po odcięciu Pomorza Gdańskiego od reszty kraju i wycofaniu Armii Pomorze, między 4 a 8 września. 7 września skapitulowała załoga Westerplatte. Niewielkie oddziały polskie zadawały straty posuwającym się powoli do przodu wojskom niemieckim. Z pomocą przychodziły trałowce ORP „Jaskółka”, „Rybitwa” i „Czajka”, ostrzeliwujące swymi działami pozycje Wehrmachtu. Bateria „Canet”, składająca się już z jednego działa, była ciągle pod ostrzałem okrętu „Schleswig-Holstein”, jednak ogień jego był niecelny. W rejon Gdyni próbowały podejść zgrupowane jednostki niemieckie w składzie jednego torpedowca i czternastu kutrów w celu ostrzelania pozycji polskich, jednak skutecznie uniemożliwiała to bateria „Canet”. Wojska niemieckie parły jednak do przodu i 12 września nakazano odwrót wszystkich oddziałów na Kępę Oksywską, tym samym pozwalając Wehrmachtowi na zajęcie Rumi i okolic. Niemcy zajęli Gdynię 14 września. Kępa Oksywska broniła się jeszcze, lecz pod przeważającym naporem wroga, który prowadził ciągłe naloty, atakował nieustannie od strony morza przy pomocy większości okrętów znajdujących się na Zatoce Gdańskiej i ścieśniał odcięte oddziały, pozycja Lądowej Obrony Wybrzeża była krytyczna. 19 września nastąpiła ostatnia, desperacka próba przebicia się resztek wojska przez kleszcze armii niemieckiej, lecz wieczorem Oksywie zostało zdobyte.

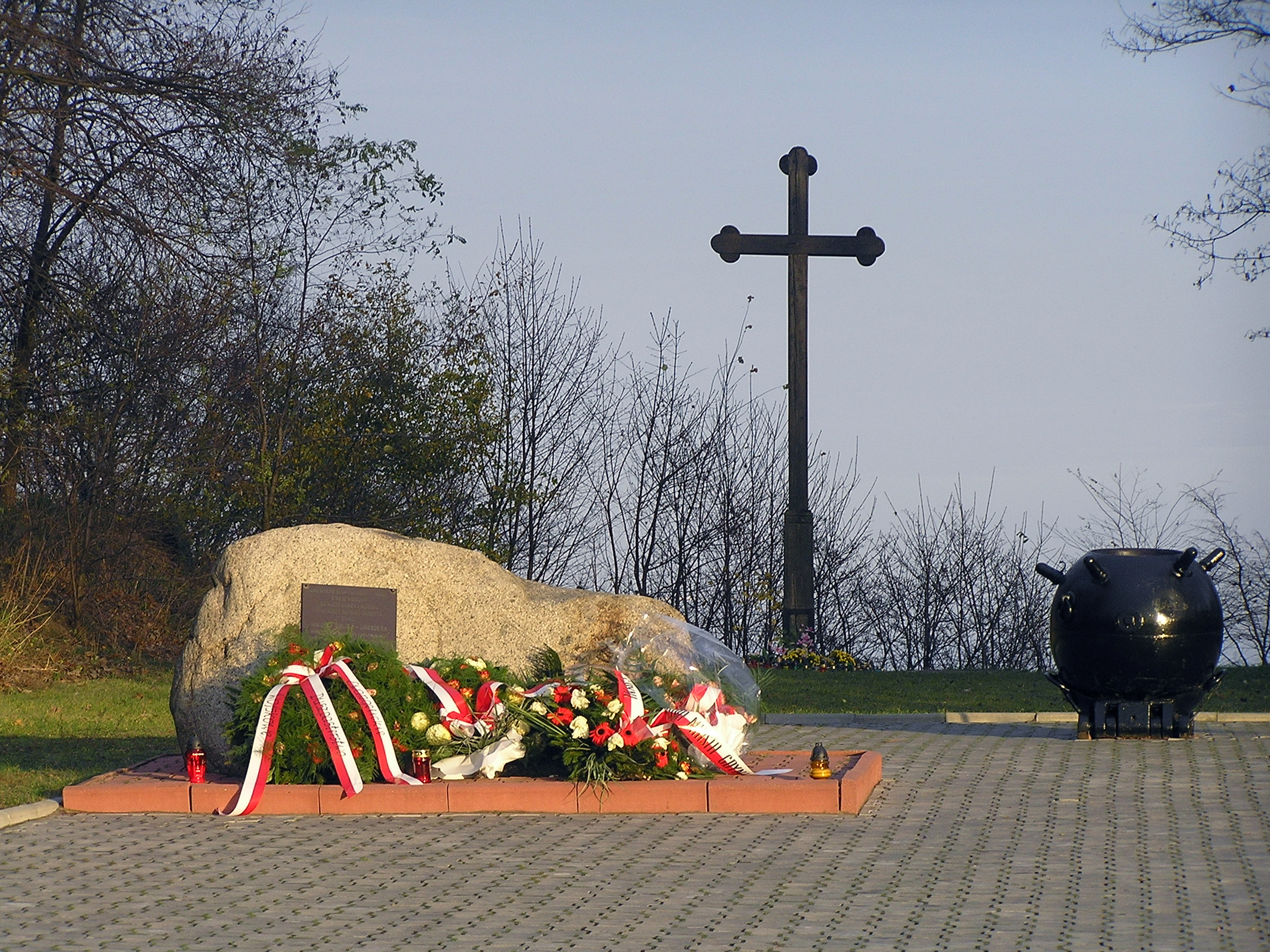
Pomnik pamięci m.in. żołnierzy baterii „Canet” na Cmentarzu Marynarki Wojennej w Gdyni-Oksywiu

Po zdobyciu przez Niemców Gdyni i Kępy Oksywskiej jedynym broniącym się obszarem nad Bałtykiem pozostał Półwysep Helski. Oddziały na nim zgrupowane odpierały próby ataku na Mierzeję od strony lądu od 9 września, kiedy doszło do potyczki pod Swarzewem. 10 września rozpoczęło się natarcie niemieckie, wspierane przez ostrzał trałowców. Zostało ono odparte, lecz w obawie przed niemieckim desantem na półwyspie, obrońcy opuścili następnie Wielką Wieś (ob. Władysławowo) i wycofali się w głąb półwyspu. Próba odzyskania Wielkiej Wsi 11 września rano nie powiodła się. Niemcy wstrzymali jednak na kilkanaście dni dalsze natarcie, ograniczając się do bombardowania polskich pozycji przez okręty i lotnictwo. Efektów nie dawały trwające od 18 do 23 września silne ostrzeliwania z morza, szczególnie z pancerników „Schleswig-Holstein” i „Schlesien”. Okręty te ponowiły atak 25 września podchodząc pod Hel i ostrzeliwując miasto działami różnych kalibrów. Lekko uszkodzony przez baterię cyplową „Schleswig-Holstein” wycofał się z walki, następnie zrezygnował też „Schlesien”. Ogień okrętów liniowych spowodował straty w baterii „cyplowej”, uszkodzono jedno z jej dział. Ponowny atak nastąpił dwa dni później, lecz był on całkowicie nieskuteczny. Niemcy chcieli pokonać odcięte oddziały na Półwyspie Helskim przez ciągły ostrzał ze strony morza, lecz polskie oddziały mimo braków w sprzęcie i żywności nie poddawały się. Mierzei od strony lądu bronił 4 batalion Korpusu Ochrony Pogranicza „Hel”. W skład batalionu włączono jednostki ewakuowane z innych części Wybrzeża, m.in. lotników z Pucka. Zdecydowano wykonać w poprzek półwyspu zapory minowe, wykorzystując zakopane głowice nieprzydatnych już torped z magazynów w Helu, w celu utrudnienia natarcia i przerwania półwyspu. Wykonano trzy zapory: kilometr za Chałupami, 3 kilometry dalej oraz przed Kuźnicą; pierwszą z nich ukończono 20 września. Dopiero 30 września po przygotowaniu artyleryjskim Niemcy rozpoczęli natarcie w Wielkiej Wsi. Jednostkom Wehrmachtu udało się zająć jedynie część półwyspu do Chałup, skąd wcześniej wycofali się Polacy, detonując zaporę minową za Chałupami, co miało spowodować przerwanie półwyspu, jednak ładunek okazał się niewystarczający i do przerwania nie doszło  (powstały jedynie głębokie leje). Dalsze walki toczyły się na pozycji obronnej w rejonie Kuźnicy, na której zapleczu pozostawała jeszcze umocniona pozycja w Jastarni.

## Kapitulacja

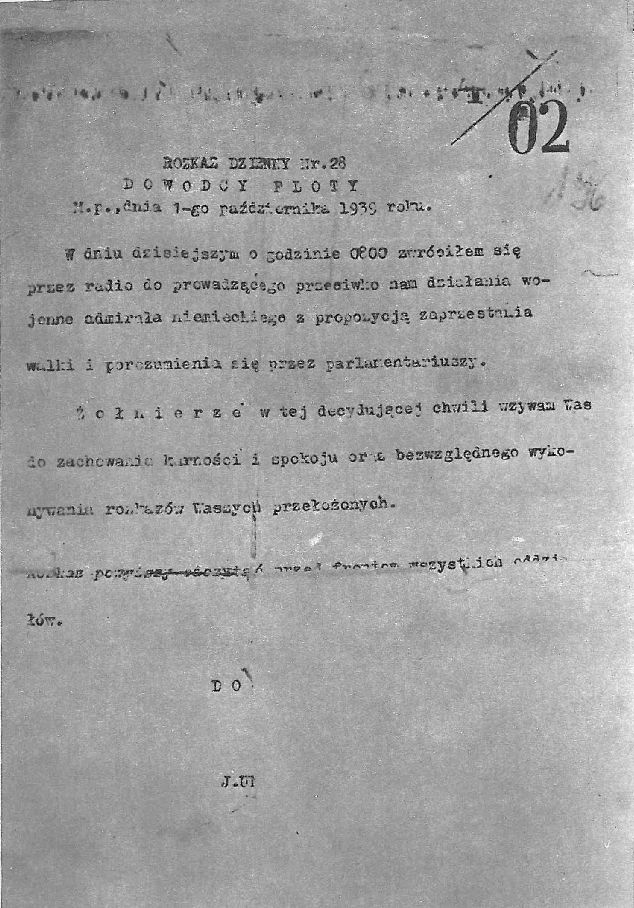
Rozkaz nr 28 Józefa Unruga

Żołnierze walczący na Półwyspie Helskim od 20 września bronili się już sami. Poza nielicznymi punktami obrony na obszarze kraju, wojska zostały rozbite przez najeźdźcę. Rozgromiono również Armię Pomorze, całkowicie rozproszoną w Borach Tucholskich. Na Bałtyku nie było już polskich okrętów wojennych.
Hel bronił się jeszcze do 1 października, kiedy to podjęto decyzję o kapitulacji. Po miesiącu zaciekłych walk zorganizowany opór stawiała jeszcze w kraju tylko Samodzielna Grupa Operacyjna „Polesie”. Pozostałe w kraju okręty i sprzęt, które nie zostały zniszczone przejęła po zakończeniu działań Marynarka Wojenna III Rzeszy. W ręce wroga dostały się 3 trałowce i jedna kanonierka. Akt kapitulacji załogi Helu podpisano 1 października w sopockim Grand Hotelu. 2 października na mierzeję wkroczyły wojska niemieckie. Tym samym zakończyła się kampania wrześniowa nad Bałtykiem. Samotnie walczący półwysep nie miał najmniejszych szans na przezwyciężenie sił agresora.
Przed kapitulacją jedynie grupa obrońców zdołała ewakuować się do Szwecji na kutrze pościgowym Straży Granicznej „Batory”. Próba ucieczki 52 marynarzy na dwóch kutrach rybackich natomiast nie powiodła się i 2 października po północy zostały one przechwycone przez siły blokady.

## Planowany desant niemiecki
Wobec przedłużającego się oporu polskiego garnizonu w Rejonie Umocnionym Hel strona niemiecka podjęła się planowania desantu morskiego pod osłoną artylerii okrętowej. Operacja – będąca pierwszym desantem morskim w II wojnie światowej – według zachowanych dokumentów miała się rozpocząć 1 października 1939 roku, po wcześniejszych działaniach pozorowanych. Do realizacji założeń nie doszło z uwagi na nieprzygotowanie sił niemieckich (m.in. brak jednostek desantowych) oraz kapitulację Polaków w dniu planowanych działań. Starsza literatura historyczna powszechnie kwestionowała, jakoby Niemcy przygotowywali poważne plany operacji desantowej w rejonie Helu. W świetle nowszych badań nie ulega to wątpliwości.

## Ordre de Bataille

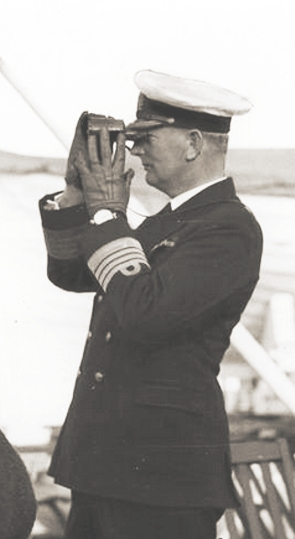
Kontradm. Józef Unrug, 1934

Struktura organizacyjna i obsada personalna Obrony Wybrzeża 1 września 1939.
- Dowództwo Floty i Obrony Wybrzeża
- Dowództwo Morskiej Obrony Wybrzeża
  - dowódca Morskiej Obrony Wybrzeża – kmdr dypl. Stefan Frankowski
  - oficer flagowy – ppor. mar. Stanisław Leszczyński
  - szef sztabu – kmdr ppor. dypl. Romuald Gintowt-Dziewałtowski
- Rejon Umocniony Hel – kmdr Włodzimierz Steyer
- „ORP Gryf” – kmdr ppor. Stefan Kwiatkowski
- „ORP Wicher” – kmdr por. Stefan de Walden
- „ORP Mazur” – kpt. mar. Tadeusz Rutkowski
- Dywizjon Minowców – kmdr ppor. Zdzisław Boczkowski
- Dywizjon Okrętów Pomocniczych – kpt. mar. rez. Alfred Jougan
- Port Wojenny Hel

- Dowództwo Lądowej Obrony Wybrzeża
  - p.o. dowódcy Lądowej Obrony Wybrzeża – płk piech. Stanisław Dąbek
  - szef sztabu – ppłk dypl. piech. Marian Sołodkowski (do 8/9 września 1939), od 9 września 1939 mjr dypl. art. Józef Szerwiński
- Oddział Wydzielony „Wejherowo” – ppłk piech. Kazimierz Pruszkowski
- Oddział Wydzielony „Redłowo” dowódca: ppłk piech. Ignacy Szpunar
- Batalion ON „Gdynia I” – mjr piech. Stanisław Zaucha
- Oddział Wydzielony „Kartuzy” – kpt. piech. Marian Mordawski
  - Batalion ON „Kartuzy”
  - Batalion ON „Gdynia II”
- 1 Morski Dywizjon Artylerii Przeciwlotniczej – kmdr ppor. Stanisław Jabłoński
- Bateria „Canet” – chor mar. Stanisław Brychcy
- Morski Dywizjon Żandarmerii – mjr żand. Władysław Hercok

Jednostki podporządkowane bezpośrednio dowódcy Floty
- Dywizjon Kontrtorpedowców – kmdr por. dypl. Roman Stankiewicz
- Dywizjon Okrętów Podwodnych – kmdr por. Aleksander Mohuczy
- Morski Dywizjon Lotniczy – kmdr por. pil. Edward Szystowski
- Komenda Portu Wojennego Gdynia – kmdr por. Mieczysław Adamowicz
  - Kadra Floty – kmdr ppor. Michał Pihut
- Wojskowa Składnica Tranzytowa – mjr Henryk Sucharski

## Upamiętnienie
Walki marynarzy polskich na Bałtyku zostały upamiętnione po 1990 na Grobie Nieznanego Żołnierza w Warszawie napisem na jednej z tablic: „BAŁTYK 1 IX – 5 X 1939”.